# Warszawa (chanson)
Pour les articles homonymes, voir Warszawa.
Pistes de Low
A New Career in a New Town
(7) Art Decade
(9)
Warszawa est une chanson écrite par David Bowie et Brian Eno parue sur l'album Low en 1977. C'est une chanson presque entièrement instrumentale, ce n'est qu'à la fin que Bowie chante quelques strophes dans une langue qu'il a inventé. Elle est aussi présente sur l'album live Stage publié en 1978, ainsi que sur la bande sonore du film Christiane F. sortie en 1981. 

## Inspiration
Se rendant à Moscou en compagnie de Iggy Pop en 1976, David Bowie profite de l'arrêt du train à Varsovie-Gare-de-Gdańsk (Warszawa Gdańska) pour découvrir les environs de la gare, dans le quartier Żoliborz. Varsovie sous le régime communiste lui fait un effet triste et déprimant, ce qui s'entend dans la chanson. Atteignant la Place de la Commune de Paris (Plac Komuny Paryskiej), (qui retrouve en 1990 son nom de Place Wilson), il entre chez un disquaire et y achète quelques disques. L'un d'eux contient des chansons folkloriques polonaises interprétées par le groupe Śląsk. Les chants de Helokanie de ce groupe vont alors inspirer Bowie pour Warszawa.
Ian Curtis a rendu hommage à la chanson Warszawa en nommant son groupe Warsaw, qui deviendra plus tard Joy Division.

## Composition et enregistrement
La pièce est destinée à évoquer "l'atmosphère très sombre" que Bowie a dit avoir ressentie lors de sa visite à Varsovie l'année précédente. Il a dû quitter les sessions d'enregistrement pour se rendre à Paris où il était aux prises avec des problèmes juridiques. Il a demandé à Eno de créer "un morceau de musique vraiment lent avec une sensation très émotive, presque religieuse". La mélodie que Bowie chante au milieu de la chanson est basée sur un enregistrement de "Helokanie" par la chorale folklorique polonaise Śląsk, bien que les paroles de Bowie soient des mots inventés, aucun mot n'y est prononcé en polonais. Bowie avait acheté un enregistrement de Śląsk interprétant la pièce lors d'une escale à Varsovie.
La pièce est en quatre sections. La première section présente des drones en octaves joués au piano et aux synthétiseurs. Un motif de fanfare énonce l'accord de la majeur auquel répond une phrase : A, B, C, le transformant en la mineur. Ce sont ces notes qu'Eno dit avoir entendues être jouées à plusieurs reprises par le fils de Tony Visconti au piano du studio. Transposés d'un demi-ton vers le haut, ils forment plus tard l'ouverture de la mélodie principale à 1:17 dans la tonalité de fa# majeur. Ceci est joué sur un Chamberlin, un instrument à clavier qui utilise des boucles de bande d'instruments d'orchestre, avec Eno utilisant les voix de violoncelles et de flûtes. Après que la mélodie ait été entendue deux fois, à 3':47" la tonalité baisse d'un ton en mi majeur, la texture s'amincit et la voix de Bowie entre. A 5':24" la section finale commence qui est la reprise de la première moitié du mélodie entendue à 1':17".
La chanson a été enregistrée au Château d'Hérouville en France.

## Versions live
Warszawa a été utilisée comme ouverture en direct lors des tournées Isolar II et Heathen de Bowie. Plutôt que de plonger rapidement profondément dans la musique rock forte, la chanson a été utilisée pour provoquer intentionnellement le public dans un calme, le tenant initialement dans un profond suspense. Le choix de Bowie de maintenir un profil bas en 1978 s'est exprimé par son entrée sur scène pendant cette chanson, non pas en chantant, mais simplement en s'installant avec le groupe et en jouant du Chamberlin jusqu'à son signal pour chanter les paroles. Ces versions incluent Bowie sur Chamberlin, Simon House au violon électrique (et un solo de violon pour remplacer les notes plus aiguës chantées par Bowie sur l'enregistrement original), Roger Powell aux synthétiseurs, Sean Mayes au piano à queue et ARP Solina String, George Murray à la basse, Dennis Davis aux cymbales et aux percussions avec Carlos Alomar à la direction et Adrian Belew regardant avec sa guitare électrique (attendant son signal pour commencer "Heroes" la chanson qui a été jouée par la suite).
Une performance du printemps 1978 de la pièce, qui a ouvert les concerts de la tournée Isolar II, peut être entendue sur le deuxième album live de Bowie, Stage, tandis qu'une performance de l'été 1978 de la même tournée est incluse sur Welcome to the Blackout (2018).
Elle a été jouée live en 2002 au Roseland Ballroom lors d'une représentation de l'intégralité de Low, à l'exception de "Weeping Wall".

## Reprises
- De Benedictis/Maroulis – A Tribute to the Music and Works by Brian Eno (1997)
- Émulsion - .2 Contamination: A Tribute to David Bowie (2006)
- Philip Glass – Low Symphony (1993)
- Nine Inch Nails – enregistrement live, avec David Bowie (1995)
- Simon Haram – Alone… (1999)
- Ah Cama-Sotz - Declaration Of Innocence (2008)
- Red Hot Chili Peppers - Live at Bemowo (2012-07-27)
- Dylan Howe : Subterranean – New Designs on Bowie's Berlin (2014)
- s t a r g a z e - jouée live à the BBC Proms, 29 juillet 2016[2]
- Donny Mccaslin - "Beyond Now" (2016)
- Geir Sundstøl – "Brødløs" (2018)
- Sterbus – version acoustique live à Rome, Italie, 5 décembre 2019

## Fiche technique

### Musiciens
- David Bowie : chant
- Brian Eno : Synthétiseur Moog, EMS Synthi, piano, Chamberlin

### Équipe de production
- David Bowie, Tony Visconti : production
- Laurent Thibault : ingénieur du son au château d'Hérouville
- Eduard Meyer : ingénieur du son au studio Hansa[3]